# 不死國

圖出自《古今圖書集成·方輿彙編·邊裔典·第一百七卷》

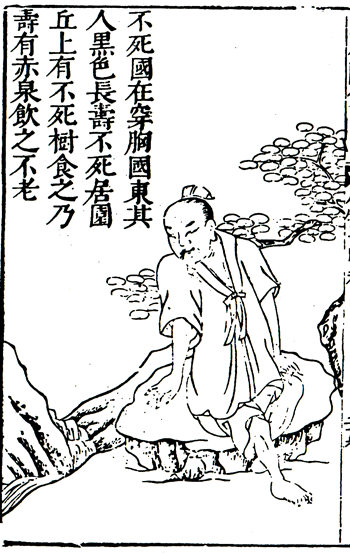
明朝，王圻《三才圖會》

不死國是《淮南子》所記海外三十六國之一，其民稱作不死民，阿姓，其人黑皮膚、長壽不死。
在《山海經·海外南經》、《大荒南經》中有所記載。

## 記載
員丘山為不死山，山上有不死樹，食之長壽，亦有赤泉，飲之可長生不老。《大荒南經》中描述不死國中有甘木，即不死樹，食之不老。不死樹為不死國的代表，在蔣應鎬繪圖與成或因繪圖的不死國圖中，皆繪有不死民站在一棵樹旁。陶淵明在其詩《讀山海經》亦有與不死國相關的描述。